# Giovanni Tebaldini
Giovanni Tebaldini (ur. 7 września 1864 w Brescii, zm. 11 maja 1952 w San Benedetto del Tronto) – włoski muzykolog, dyrygent i pedagog.

## Życiorys
W latach 1883–1885 studiował w konserwatorium w Mediolanie u Amilcare Ponchiellego. W 1888 roku studiował w szkole muzyki kościelnej Franza Xavera Haberla w Ratyzbonie. Od 1889 do 1893 roku działał jako dyrygent w Schola Cantorum przy bazylice św. Marka w Wenecji. Pełnił funkcję kapelmistrza w bazylice św. Antoniego w Padwie (1894–1897) i sanktuarium Santa Casa w Loreto (1902–1924). Od 1897 do 1902 roku był dyrektorem konserwatorium w Padwie. W latach 1925–1930 wykładał w Conservatorio di San Pietro a Majella w Neapolu. Od 1931 roku pełnił funkcję dyrygenta Ateneo Musicale w Genui.
Był autorem książek i artykułów poświęconych muzyce XVI i XVII wieku, w 1892 roku założył czasopismo „La scuola veneta di musica sacra”. Należał do grona propagatorów reformy muzyki kościelnej związanych z ruchem cecyliańskim, wywarł wpływ na odrodzenie się włoskiej muzyki na przełomie XIX i XX wieku, jego działalność przyczyniła się do wydania przez papieża Piusa X motu proprio Tra le sollecitudini. W 1909 roku na łamach „Revista Musicale Italiana” opublikował głośny artykuł Telepatia musicale, w którym zarzucił Richardowi Straussowi plagiaty muzyczne w operze Elektra z twórczości włoskiego kompozytora Vittorio Gnecchiego.
Zajmował się także komponowaniem, pisał msze, motety, utwory orkiestrowe, wokalno-instrumentalne i organowe.

## Odznaczenia
- 1897 – Kawaler Orderu Izabeli Katolickiej (Hiszpania)[3]
- 1900 – Kawaler Orderu Korony Włoskiej[4]
- 1906 – Komandor Orderu św. Sylwestra (Stolica Apostolska)[4]
- 1916 – Komandor Orderu Korony Włoskiej[4]